# Nolondil
Nolondil, que significa «fiel al conocimiento» en quenya, es un personaje ficticio del legendarium del escritor británico J. R. R. Tolkien, mencionado únicamente en un árbol genealógico manuscrito de los reyes de Númenor publicado en el capítulo «Aldarion y Erendis» de los Cuentos inconclusos de Númenor y la Tierra Media.
Es un dúnadan, el tercer hijo varón y el más joven de todos los de Vardamir; hermano de Amandil, Vardilmë y Aulendil. Nació en el año 222 de la Segunda Edad del Sol en la isla de Númenor. Fue padre de Yávien, Oromendil y Axantur.